# Asia Oriental
Asia Oriental o Asia del Este es una de las veintidós subregiones en que la ONU divide el mundo. Está compuesta por seis paísesː Corea del Sur, Taiwán, Japón, Corea del Norte,  Mongolia y la China además de dos dependencias, Hong Kong y Macao. Posee 26 de las 100 mayores ciudades del mundo: Cantón, Shanghái, Pekín, Tianjin, Xiamen, Chengdú, Hangzhou, Shantou, Wuhan, Shenyang, Chongqing, Nankín, Xi'an, Wenzhou, Qingdao, Harbin, Zhengzhou, Hefei, Dalian y Changsha, en China; Tokio, Osaka y Nagoya, en Japón; Seúl en Corea del Sur, Taipéi (Taiwán).
Limita con Asia del Norte, al este con el mar Amarillo y océano Pacífico, al sureste con el mar de la China Meridional, al sur con Sudeste Asiático, al suroeste con Asia del Sur y al oeste con Asia Central. Con 1 620 807 000 hab. En 2013 se convirtió en la segunda región más poblada del continente —por detrás de Asia del Sur— y con 12 millones de km², la segunda más extensa, por detrás de Asia del Norte.
Asia Oriental abarca a la población sinoparlante, japonesa, coreana y mongola.

## Aspectos culturales
Esta combinación de lenguaje, filosofía política y religión se solapa con las designaciones geográficas. La influencia está presente en el estilo arquitectónico, la música tradicional y los instrumentos, festivales, etc.
Desde el punto de vista lingüístico puede dividirse en hablantes sinotibetanos, como el chino y tibetano, y tunguses como el manchú, japónicas como el japonés, lenguas coreánicas como el coreano y lenguas mongólicas como el mongol.

## Historia

### Edad Antigua
La era antigua comienza hace tres mil años en la cuenca del río Amarillo (la llanura central china) donde la civilización china estableció un Estado centralizado, principal autoridad del área. En el periodo más próspero y poderoso del Imperio chino se establecieron relaciones tributarias regulares con los pueblos vecinos nómadas y sedentarios para complementar mutuamente las necesidades; en ocasiones Zeyi fue expulsado a la fuerza.
Entre el siglo III a. C. y el siglo I a. C. las áreas meridionales y noroccidentales del Imperio chino se expandieron sustancialmente, que resultaron directa o indirectamente en grandes movimientos nacionales en Asia Central y el Sudeste Asiático; luego vendrían invasiones a gran escala de nómadas del norte en el siglo III, entre los siglos XIII y XIV y en el siglo XVII que se hicieron con el poder chino. Sin embargo, la civilización y la población huaxia (china antigua) estaba bien asentada y las poblaciones invasoras - como los xianbei, kitanos, jurchen y mongoles ─ se adaptaron en distinta medida a las leyes e instituciones huaxia y se fueron integrando parcial o totalmente con los pueblos étnicamente huaxia. La historia de intercambio e integración entre estos pueblos se halla a menudo llena de brutales matanzas pero al final resultaron en la expansión de la sangre nacional huaxia y enriquecieron las connotaciones de la civilización china.
Además, otras naciones de Asia del Este se sedentarizaron formando naciones agrícolas, como los coreanos, vietnamitas, yamatos, etc., y también desde la era antigua recibieron el influjo de la civilización china; por ello el uso de la cultura china tradicional por estos grupos étnicos en las labores más cotidianas acabó formando la llamada sinosfera.
La etnia yamato surgió en el área central de la isla Honshu, actual Japón, hacia el siglo V; en el actual región de Kinki construyeron un poderoso reino. Esta dinastía imperial japonesa emuló por una parte el sistema centralizado chino mientras que por otra, conquistó las islas por la fuerza desarrollando un imperio en el archipiélago japonés

## Geografía

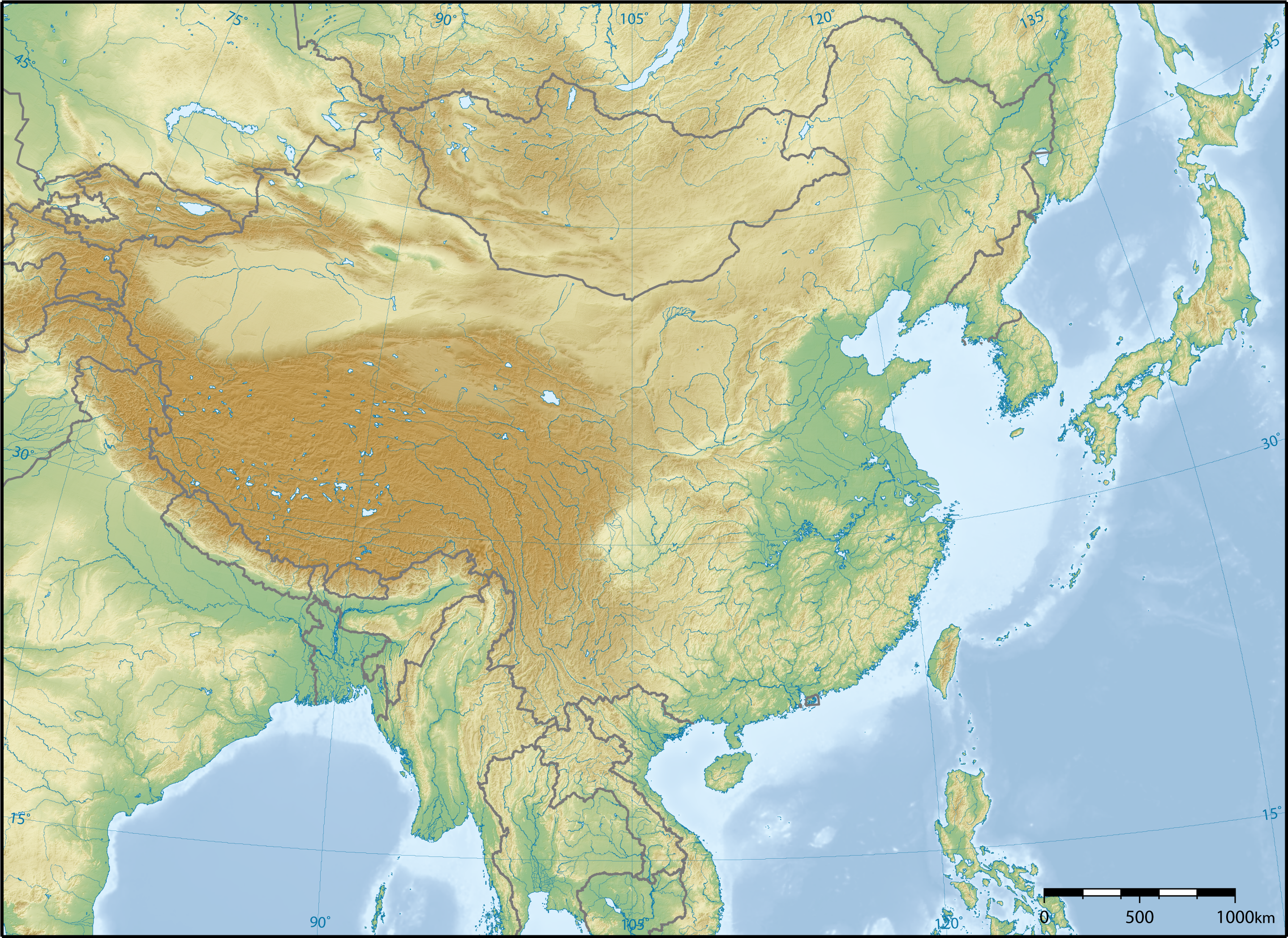
Mapa geográfico de Asia Oriental.

### Composiciones

#### Composición política
Los siguientes países (por igual estados y territorios) se agrupan en lo que se denomina geográficamente Este de Asia o Asia Oriental:
- República Popular China (China)
- Hong Kong (una Región Administrativa Especial de la República Popular China)
- Japón
- República Popular Democrática de Corea (Corea del Norte)
- República de Corea (Corea del Sur)
- Macao (una Región Administrativa Especial de la República Popular China)
- Mongolia
- República de China (Isla de Taiwán y dependencias)

#### Composición cultural
Las siguientes sociedades o culturas se agrupan en lo que se denomina culturalmente Este de Asia:
- sociedad china, que incluye las regiones en las que la cultura china es predominante, así como la cultura de Hong Kong, la cultura de Macao, la cultura de Singapur y la cultura de Taiwán;
- sociedad japonesa
- sociedad coreana
- sociedad mongol
- sociedad vietnamita
- sociedad taiwanesa

## Otras regiones de Asia
- Wikimedia Commons alberga una categoría multimedia sobre Asia Oriental.
- Mundo chino
- Asia del Sur (subcontinente indio)
- Sudeste Asiático
- Asia Central
- Asia Occidental
- Corea del Sur
- Corea del Norte
- China
- Japón
- Hong Kong
- Taiwan
- Asia septentrional (Siberia)